# Phạm Thị Thu Trang
Phạm Thị Thu Trang (sinh ngày 25 tháng 10 năm 1967) là một nữ chính trị gia người Việt Nam. Bà hiện là Phó Trưởng Đoàn chuyên trách Đoàn đại biểu Quốc hội tỉnh Quảng Ngãi, Ủy viên Ủy ban Về các vấn đề xã hội của Quốc hội, đại biểu Quốc hội Việt Nam khóa XIV nhiệm kì 2016-2021, thuộc đoàn đại biểu Quốc hội tỉnh Quảng Ngãi. Bà lần đầu trúng cử đại biểu Quốc hội năm 2016 ở đơn vị bầu cử số 2, tỉnh Quảng Ngãi gồm có thành phố Quảng Ngãi và các huyện: Tư Nghĩa, Nghĩa Hành, Lý Sơn.

## Xuất thân
Phạm Thị Thu Trang quê quán ở xã Hành Nhân, huyện Nghĩa Hành, tỉnh Quảng Ngãi.
Bà hiện cư trú ở Tổ dân phố 15, phường Trần Phú, thành phố Quảng Ngãi, tỉnh Quảng Ngãi.

## Giáo dục
- Giáo dục phổ thông: 12/12
- Đại học chuyên ngành Ngữ văn
- Đại học chuyên ngành Chính trị
- Cử nhân lí luận chính trị

## Sự nghiệp
Bà gia nhập Đảng Cộng sản Việt Nam vào ngày 11/12/1992.
Bà từng là đại biểu hội đồng nhân dân tỉnh Quảng Ngãi nhiệm kỳ 2011-2016.
Khi lần đầu ứng cử đại biểu Quốc hội Việt Nam khóa XIV vào tháng 5 năm 2016 bà đang là Tỉnh ủy viên, Bí thư Đảng đoàn, Chủ tịch Hội Liên hiệp Phụ nữ tỉnh Quảng Ngãi, Phó Ban vì sự tiến bộ phụ nữ tỉnh, Thành viên Ban Văn hóa xã hội Hội đồng nhân dân tỉnh, Ủy viên Ủy ban Mặt trận Tổ quốc Việt Nam tỉnh Quảng Ngãi; Ủy viên Ban Chấp hành Trung ương Hội Liên hiệp Phụ nữ Việt Nam, làm việc ở Hội Liên hiệp Phụ nữ tỉnh Quảng Ngãi, có bằng Cử nhân lí luận chính trị.
Bà đã trúng cử đại biểu Quốc hội năm 2016 ở đơn vị bầu cử số 2, tỉnh Quảng Ngãi gồm có thành phố Quảng Ngãi và các huyện: Tư Nghĩa, Nghĩa Hành, Lý Sơn, được 272.033 phiếu, đạt tỷ lệ 71,18% số phiếu hợp lệ.
Bà hiện là Tỉnh ủy viên, Phó Trưởng Đoàn chuyên trách Đoàn đại biểu Quốc hội tỉnh Quảng Ngãi, Ủy viên Ủy ban Về các vấn đề xã hội của Quốc hội.
Bà đang làm việc ở Đoàn đại biểu Quốc hội tỉnh Quảng Ngãi.

## Đại biểu Quốc hội Việt Nam khóa XIV nhiệm kì 2016-2021

### Phản đối mô hình một chương trình, nhiều sách giáo khoa
Sáng ngày 4 tháng 4 năm 2019, tại Hội nghị đại biểu Quốc hội chuyên trách thảo luận dự án Luật giáo dục (sửa đổi) diễn ra tại Hà Nội, bà bày tỏ phản đối việc biên soạn nhiều bộ sách giáo khoa khác nhau, và đề nghị có một bộ sách giáo khoa thống nhất trong cả nước.